# Природа Будди
Природа будди (санскр. बुद्धधातुबुद्धधातु, Buddha-dhātu IAST, кит. спр. 佛性, піньїнь: fó xìng佛性, піньїнь: fó xìng, буддха-дхату) — одна з найважливіших буддійських доктрин, в основному характерна для
махаянських шкіл, і особливо для шкіл далекосхідного буддизму. У махаянських школах природа будди ототожнюється з татхатою і характеризується як «справжня, незмінна і вічна природа всіх істот». Вважається, що у звичайних істот природа будди тимчасово забруднена
клешами, що створюють страждання та інші ілюзії
сансари.
Природа будди, згідно буддійській доктрині, обумовлює можливість
об'єкта чи істоти (саттва) досягати стану
буддовості, просвітлення. Вона має сенс тільки для істот і об'єктів, що володіють свідомістю, а відповідно до конкретніших визначень - здатних відчувати страждання. Філософія буддизма вважає природу будди, притаманну істотам, імманентною, початковою, нествореною та неруйнівною; по суті, вона є
нірваною (звільненням), прихованою в потоці сансари (страждань).
Дана доктрина тісно пов'язана з буддійською доктриною Татхагата (Татхагатагарбха), яка опирається на поняття Дхармадхату (санскр. धर्मधातधर्मधात), нескороминущої підстави всіх речей і явищ.

## Природа Будди в дзен
Майстри дзен прагнули трансформувати абстрактні питання в особисті, чи не віддільні від запитувача. Коли учень ставив запитання «Що таке природа Будди чи реальність?» Дзенський майстер часто ставив запитання у відповідь «Хто ти?» або «Звідки у тебе з'явилося це питання?». У деяких випадках майстер говорив ім'я учня, учень відповідав «так», після цього майстер, почекавши якийсь час, питав: «Розумієш?».
Відомим дзенським коаном вважається коан «Що таке природа Будди - самотня сосна в саду».
Дзенський наставник Дзенкей Сібаяма приводить традиційний приклад, в якому природа Будди порівнюється з дзеркалом, і вказує, що розум, подібний до дзеркала, відрізняється неприв'язаності, станом не-свідомості, незаплямованістю, прозорістю, чесністю, неупередженістю, непомітність і відсутністю самосвідомості:
Дзеркало не володіє ніяким его і у нього немає розуму. Якщо до нього підносять квітку, вона відображає квітку; якщо до нього наближається птах, воно відображає птаха. Воно показує прекрасний об'єкт як прекрасний, а потворний - як потворний. Все постає в ньому так, як є насправді. Дзеркало не має ознак відрізняння розуму або самосвідомості. Якщо що-небудь виявляється перед ним, воно просто його відображає; якщо що-небудь зникає, дзеркало просто не перешкоджає цьому. Хочеться дзеркалу цього чи ні, ніяких слідів на ньому не залишається. <…>

Крім того, перед дзеркалом усі рівні. Воно не робить відмінностей між багатим і бідним, не наділяє багатого або знатного прекрасною зовнішністю через його винятковості і в той же час не представляє бідного будь-яким виродком. Чоловіки і жінки, люди похилого віку і діти - до всіх дзеркало ставиться однаково. Для нього велика гора рівна маленькому камінчику, алмаз - уламку скла. Все рівне всьому.
У той же час Сібаяма відзначав, що хоча дзеркало є хорошим прикладом, але дзеркало на відміну від людини не може прокинутися.

### "Заперечення" природи будди
Чаньський наставник Чжаочжоу в відомому коані Му (Мумонкан, гл.1) заперечував, що собака має природу будди, проте його відповідь не можна трактувати однозначно.